# Vilibald
A Vilibald a német Willibald névből ered, jelentése: akarat + merész.

## Gyakorisága
Az 1990-es években szórványos név, a 2000-es években nem szerepel a 100 leggyakoribb férfinév között.

## Névnapok
- július 7.[2]
- október 22.[2]